# Португало-бразильское соглашение о правописании (1931)
Орфографическое соглашение (порт. Acordo Ortográfico) было заключено в 1931 году Бразильской академией литературы и Лиссабонской академией наук с целью объединения португальского правописания после раскола, вызванного Орфографической реформой 1911 года в Португалии.
В соответствии с соглашением, Бразилия принимала орфографию, действующую тогда в Португалии, с поправками, предложенными Бразильской академией. Данные поправки должна была принять Академия наук Лиссабона и установить в Португалии, чего, однако, не было сделано.
Соглашение не вступило в силу.

## Отличия от португальской орфографии 1911 года
- Никаких немых согласных: например, как в слове excetuar
- Знак ударения над I и U в последних слогах под ударением: tupí, urubú
- Знак ударения в предпоследних и третьих с конца слогах, где возможны сомнения в произношении: aváro, efébo, pegáda, Setúbal, sánscrito
- Необозначение на письме зияния: ciume и reune, а не ciúme и reúne
- Нет грависа
- Сохранение промежуточной H: inhumano, deshabitar, deshonra, rehaver
- Избавление от S в словах вроде sciência и scisão, стало ciência и cisão (предложение принято в 1945 году)
- Сохранение дифтонга ue в словах вроде azues (хотя дифтонг oe в anzoes менялся на ói (anzóis), как и в орфографии 1911 года)
- Написание Z в окончаниях имён собственных, где слышится /с/: Tomaz, Luiz, Queiroz (кроме слов Jesus и Paris, написание которых трудно изменить)